# Phaenognatha scutellata
Phaenognatha scutellata är en skalbaggsart som beskrevs av Gilbert John Arrow 1909. Phaenognatha scutellata ingår i släktet Phaenognatha och familjen Aclopidae. Inga underarter finns listade i Catalogue of Life.